# Стасов (хутор)
Ста́сов — хутор в Ахтубинском районе Астраханской области России. Входит в состав Капустиноярского сельсовета.

## География
Хутор находится в северной части Астраханской области, в восточной части Волго-Ахтубинской поймы, на расстоянии примерно 49 км  (по прямой) к северо-востоку от города Ахтубинск, административного центра района. Абсолютная высота — 4 м над уровнем моря.
Климат
Климат умеренный, резко континентальный. Характеризуется высокими температурами летом и низкими — зимой, малым количеством осадков, а также большими годовыми и летними суточными амплитудами температуры воздуха.

## Население
| 2002 | 2010 |
| ---- | ---- |
| 106  | →106 |

Гендерный состав
По данным Всероссийской переписи, в 2010 году численность населения хутора составляла 106 человек (48 мужчин и 58 женщин).
Национальный состав
Согласно результатам переписи 2002 года, в национальной структуре населения русские составляли 66 %.

## Улицы
На хуторе имеется одна улица — Стасова. 